# Liliane Dayot
Pour les articles homonymes, voir Dayot.
Liliane Dayot, née le 2 octobre 1940à  Villeneuve-Saint-Georges et morte le 2 août 2005 à Paris, est une enseignante-chercheuse, écrivain, photographe et personnalité politique française. Elle est connue d'une part pour ses travaux sur la pédagogie active menée à l'école Vitruve à Paris dans les années 1980 et d'autre part pour son reportage photographique de juin 1991 sur le bagne de Tazmamart au Maroc, publication à l'origine de la libération des détenus. 

## Biographie

### École Vitruve
Elle est, en 1981-1982, une des animatrices de l'équipe pédagogique de l'école primaire Vitruve, dans le XXe arrondissement de Paris, connue pour ses expériences de pédagogie active en lien avec l'environnement de l'école menées au sein de l'enseignement public. En 1984, elle en tire, avec le cinéaste Jean-Michel Carré, le film On n'est pas des minus, et fait de son travail la base de sa thèse de doctorat en sciences de l'éducation (Globalisation et projet social : Pratiques différentes à l'école élémentaire) soutenue en 1987,. Cette expérience pédagogique novatrice mettant en avant la méthode globale d'apprentissage de la lecture, est relatée, en 1986, dans Vitruve blouse, livre écrit en collaboration avec plusieurs autres instituteurs,. Selon Sandrine Garcia, « Ce livre expose certaines conséquences des positions les plus radicales adoptées, qui conduisent une partie de l'équipe à dévaloriser l'apprentissage scolaire, favorisant ainsi l'échec des enfants de milieu populaire. ».

### Bagne de Tazmamart
Après avoir vécu quatre années au Maroc, elle retourne y photographier le bagne de Tazmamart. Elle fait publier ses photos en France en 1991 dans le journal Libération, sous un nom d'emprunt, ce qui conduit les autorités marocaines à reconnaître l'existence d'un lieu qu'elles niaient jusqu'alors. Cette publication est suivie de la libération des prisonniers survivants.

### Du PSU aux Verts
Militante du Parti socialiste unifié (PSU), puis membre du bureau national de l'Alternative rouge et verte (AREV) après la dissolution de celui-ci, Liliane Dayot est l'une de celles qui convainquent la minorité de ce parti de fusionner avec les Verts en 1998. Elle participe alors à la construction d'un courant de gauche chez les Verts, avec Françoise Galland et Jean-Pierre Lemaire.
Elle devient membre du Conseil national inter-régional (CNIR) des Verts dès la première assemblée générale qui suit son adhésion jusqu'à l'assemblée générale de Reims en 2004 et membre active du Conseil d'administration régional des Verts d'Île-de-France.

### Maroc, amnésie internationale
En septembre 1999, elle publie, en collaboration avec Frédéric Lasaygues, Maroc, amnésie internationale, un livre de photographies témoignant de la beauté du pays mais aussi de la misère de nombre d'habitants et des difficultés des militants des droits de l'homme. « Les co-auteurs soulignent que, même si la volonté du nouveau monarque demeurait de vouloir changer les choses, les intérêts en jeu sont tels qu’il faudra s’attendre à des résistances considérables de la part des féodaux, des grands bourgeois et de tous ceux qui, depuis des décennies, ont profité de la corruption et des abus. ». Le livre est refusé au salon du livre de Bordeaux afin de ne pas indisposer les responsables marocains qui devaient participer à cette manifestation.

### Débats «TREMA»
Elle est l'organisatrice, avec les Amis de tribune socialiste (ATS - anciens du PSU), de débats réguliers « TREMA » au cinéma La Clef dans le Ve arrondissement de Paris.

### Conseillère régionale d'Île-de-France
En 2004, elle accepte de prendre un mandat politique et est élue conseillère régionale d'ÎIe-de-France (Les Verts),.

### Disparition
Elle meurt le 2 août 2005 à Paris, des suites d'une longue maladie, en l'occurrence un cancer du sein contre lequel elle a lutté pendant vingt-cinq ans. Ses obsèques ont lieu le 5 août au cimetière du Père-Lachaise.

## Publications
- Patricia Agostini, Michel Bonnard, Bernard Chneiweiss, Liliane Dayot et Laurent Gallice (préfacé par Claude Duneton), Vitruve-blouse, Paris, éd. Syros, coll. « Contre-poisons », 1986, 283 p. (ISBN 2-86738-140-1).
- Liliane Dayot, Globalisation et projet social : Pratiques différentes à l'école élémentaire, Paris, thèse de doctorat Université Paris 8, 1987.
- (fr + en) Liliane Dayot (préf. Gilles Perrault, photogr. Liliane Dayot, textes Liliane Dayot et Frédéric Lasaygues), Maroc. Amnésie internationale (Morocco. International Amnesia), Paris, éditions Paris-Méditerranée, juillet 1999, 176 p. (ISBN 2-84272-063-6 et 978-284272-063-6)Site consacré à l'ouvrage avec photos et revue de presse et présentation sur bibliomonde.com[12].